# ヘレナリン
ヘレナリン(Helenalin)は、ウサギギク属のArnica montanaやArnica chamissonisに含まれるセスキテルペンラクトンである。毒性が高く、肝臓やリンパ管の組織は、特にその影響に弱い。ウサギギク属の持つ毒性、皮膚炎症の主原因であると考えられている。ヘレナリンを含む多量の植物を摂取すると、重篤な胃腸炎や消化管内出血を引き起こす。

## 病理
ヘレナリンは、in vitroでの抗炎症や抗腫瘍の活性を含む様々な効果が観察されている。
ヘレナリンは、制御された免疫反応において重要な役割を果たす転写因子NF-κBをユニークな機構によって選択的に阻害する。またin vitroでは、ヒトのテロメラーゼを強力に選択的に阻害し、これが抗腫瘍、抗トリパノソーマ活性、そしてマラリア原虫に対する毒性の原因の1つとなっている。
動物実験及びin vitro実験では、ヘレナリンは黄色ブドウ球菌の成長を遅らせ、黄色ブドウ球菌感染の重症度を低減することが示されている。